# Adolf Graf (Politiker)
Adolf Graf (* 23. Juli 1913 in Asch; † 11. Januar 1998) war ein deutscher Jurist, Verwaltungsbeamter und Politiker (FDP).

## Leben
Adolf Graf arbeitete von 1933 bis 1934 als Volksschullehrer. 1935 nahm er ein Studium der Rechts- und Staatswissenschaften auf, das er 1939 mit dem Zweiten Juristischen Staatsexamen sowie mit der Promotion zum Dr. jur. beendete. Nach seiner Teilnahme am Zweiten Weltkrieg mit anschließender Gefangenschaft, aus der er 1946 entlassen wurde, war Graf zunächst als Hilfsarbeiter und Syndikus beim Mieterschutzverband in Detmold tätig. Von 1947 bis 1953 arbeitete er für die Verwaltung der Britischen Besatzungszone, erst in einer Detmolder Dienststelle, ab 1950 dann als Statistiker für die Hohe Kommission der Briten.
Graf, der sich den Freidemokraten angeschlossen hatte, wirkte von 1953 bis 1956 als Geschäftsführer der nordrhein-westfälischen FDP-Landtagsfraktion. Anschließend wechselte er als Regierungsrat ins Ministerium für Wirtschaft und Verkehr des Landes Nordrhein-Westfalen. Dort war er zwischenzeitlich Persönlicher Referent von Hermann Kohlhase. Graf wurde 1961 zum Oberregierungsrat, 1964 zum Regierungsdirektor, 1965 zum Ministerialrat und 1966 zum Leitenden Ministerialrat ernannt. Von 1973 bis zu seinem Eintritt in den Ruhestand 1978 amtierte er als Staatssekretär im Ministerium für Wirtschaft, Mittelstand und Verkehr des Landes Nordrhein-Westfalen. Er wohnte Am Ginsterberg in Düsseldorf.

## Ehrungen
- 1973: Verdienstkreuz 1. Klasse der Bundesrepublik Deutschland
- 1978: Großes Verdienstkreuz der Bundesrepublik Deutschland[2]